# Lijst van 3FM Megahits in 2017
Deze hits waren in 2017 3FM Megahit op NPO 3FM:
| Nr.  | Week    | Artiest                                                     | Titel                                                       | Hoogste positie in de 3FM Mega Top 50                       |
| ---- | ------- | ----------------------------------------------------------- | ----------------------------------------------------------- | ----------------------------------------------------------- |
| 1187 | Week 1  | Declan McKenna                                              | Isombard                                                    | 41                                                          |
| 1188 | Week 2  | Ed Sheeran                                                  | Castle on the Hill Shape of You                             | 2 1(6wkn)                                                   |
| 1189 | Week 3  | The Amazons                                                 | In My Mind                                                  |                                                             |
| 1190 | Week 4  | Sage The Gemini                                             | Now & Later                                                 | 29                                                          |
| 1191 | Week 5  | Martin Garrix & Dua Lipa                                    | Scared to Be Lonely                                         | 3                                                           |
| 1192 | Week 6  | Imagine Dragons                                             | Believer                                                    |                                                             |
| 1193 | Week 7  | Sundara Karma                                               | Flame                                                       | 38                                                          |
| 1194 | Week 8  | Sampha                                                      | (No One Knows Me) Like the Piano                            | 25                                                          |
| 1195 | Week 9  | The Chainsmokers & Coldplay                                 | Something Just Like This                                    | 2                                                           |
| 1196 | Week 10 | Lorde                                                       | Green Light                                                 |                                                             |
| 1197 | Week 11 | Marian Hill                                                 | Down                                                        |                                                             |
| 1198 | Week 12 | Fresku & MocroManiac                                        | Witlof                                                      | 39                                                          |
| 1199 | Week 13 | Drake, Black Coffee & Jorja Smith                           | Get It Together                                             | geen notering                                               |
| 1200 | Week 14 | Cold War Kids                                               | Love Is Mystical                                            | 42                                                          |
| 1201 | Week 15 | Harry Styles                                                | Sign of the Times                                           |                                                             |
| 1202 | Week 16 | Royal Blood                                                 | Lights Out                                                  | geen notering                                               |
| 1203 | Week 17 | The Blaze                                                   | Territory                                                   | geen notering                                               |
| 1204 | Week 18 | Paramore                                                    | Hard Times                                                  | 28                                                          |
| 1205 | Week 19 | Nothing but Thieves                                         | Amsterdam                                                   |                                                             |
| 1206 | Week 20 | Jacob Banks                                                 | Chainsmoking                                                | 33                                                          |
| 1207 | Week 21 | Muse                                                        | Dig Down                                                    | 44                                                          |
| 1208 | Week 22 | Katy Perry & Nicki Minaj                                    | Swish Swish                                                 | 27                                                          |
| 1209 | Week 23 | Foo Fighters                                                | Run                                                         |                                                             |
| 1210 | Week 24 | Arcade Fire                                                 | Everything Now                                              | 47                                                          |
| 1211 | Week 25 | Oscar and the Wolf                                          | Breathing                                                   | geen notering                                               |
| 1212 | Week 26 | Calvin Harris, Pharrell Williams, Katy Perry & Big Sean     | Feels                                                       | 4                                                           |
| 1213 | Week 27 | Naaz                                                        | Words                                                       |                                                             |
| 1214 | Week 28 | Francis and the Lights & Chance the Rapper                  | May I Have This Dance                                       | geen notering                                               |
| 1215 | Week 29 | Coldplay & Big Sean                                         | Miracles (Someone Special)                                  | 14                                                          |
| 1216 | Week 30 | Nothing but Thieves                                         | Sorry                                                       | 17                                                          |
| 1217 | Week 31 | Rico & Sticks                                               | We zijn hier niet                                           | geen notering                                               |
| 1218 | Week 32 | Mura Masa & NAO                                             | Firefly                                                     | geen notering                                               |
| 1219 | Week 33 | Charli XCX                                                  | Boys                                                        |                                                             |
| 1220 | Week 34 | Alice Merton                                                | No Roots                                                    | 36                                                          |
| 1221 | Week 35 | Thirty Seconds to Mars                                      | Walk on Water                                               |                                                             |
| 1222 | Week 36 | Portugal. The Man                                           | Feel It Still                                               | 7                                                           |
| 1223 | Week 37 | Kesha & Eagles of Death Metal                               | Boogie Feet                                                 | geen notering                                               |
| 1224 | Week 38 | Beck                                                        | Up All Night                                                | geen notering                                               |
| 1225 | Week 39 | The Brahms                                                  | Sleep                                                       | 43                                                          |
| 1226 | Week 40 | Pale Waves                                                  | Television Romance                                          | geen notering                                               |
| 1227 | Week 41 | The Cool Quest                                              | Runnin'                                                     | geen notering                                               |
| 1228 | Week 42 | Naaz                                                        | Up to Something                                             | 40                                                          |
| 1229 | Week 43 | Harry Styles                                                | Kiwi                                                        | 36                                                          |
| 1230 | Week 44 | SYML                                                        | Where's My Love                                             | 40                                                          |
| 1231 | Week 45 | Bicep                                                       | Glue                                                        | geen notering                                               |
| 1232 | Week 46 | N.E.R.D & Rihanna                                           | Lemon                                                       | 35                                                          |
| 1233 | Week 47 | Bastille                                                    | World Gone Mad                                              | 19                                                          |
| 1234 | Week 48 | Confidence Man                                              | Boyfriend (Repeat)                                          | 43                                                          |
| 1235 | Week 49 | Louis Tomlinson                                             | Miss You                                                    |                                                             |
| 1236 | Week 50 | Rico & Sticks                                               | Breng het samen                                             | 35                                                          |
| -    | Week 51 | Geen 3FM Megahit in verband met de 3FM Serious Request-week | Geen 3FM Megahit in verband met de 3FM Serious Request-week | Geen 3FM Megahit in verband met de 3FM Serious Request-week |
| -    | Week 52 | Geen 3FM Megahit                                            | Geen 3FM Megahit                                            | Geen 3FM Megahit                                            |

1993 · 
1994 ·
1995 · 
1996 ·
1997 ·
1998 ·
1999 ·
2000 ·
2001 ·
2002 ·
2003 ·
2004 ·
2005 ·
2006 ·
2007 ·
2008 ·
2009 ·
2010 ·
2011 ·
2012 ·
2013 ·
2014 ·
2015 ·
2016 ·
2017 ·
2018 ·
2019 ·
2020 ·
2021 ·
2022 ·
2023 ·
2024 ·
2025